# Hedwig Teichmann-Peschke
Hedwig Teichmann-Peschke (30. července 1875 Železná – 4. ledna 1949 Gedern o. Wetterau, Německo) byla slezsko-německá spisovatelka.

## Životopis
Rodiče Hedwig byli Johann Peschke a Wilhelmine Peschke-Herrmann. Její sourozenci: Julius Peschke (1865–1935)spisovatel, Maria Peschke (17. 3. 1870), Rudolf Peschke (10. 3. 1871), Emma Peschke (21. 10. 1872) a Wilhelm Peschke (13. 6. 1883). Manžel byl Eduard Teichmann (1866–1944) – český pedagog, mohelnický kronikář a historik, spisovatel. Měli spolu tři děti – Gretu Teichmann, Gerharda Teichmann a Ilse Teichmann.
Hedwig Teichmann-Peschke psala romány a novely z prostředí severní Moravy a Slezska. Své práce vydávala převážně v Německu. Byla členkou spolků Allgemeine Schriftsteller a Schutzverband deutsche Schritsteller. Bydlela v Mohelnici.

## Dílo

### Próza
- Aus meinem Königreiche – 1912[1]
- Die Polerhändlerin – Leipzig: Erdgeist-Verlag, 1913
- Die Mädelmühle – Breslau: Phönix-Verl., [1916]
- Wenn Jugend und Liebe einsam sind – Oranienburg: Weltwende-Verl., 1919
- Waldfrieden – Leipzig: Sternbücherverl., [1919]
- Mona Lisa – Berlin: Phönix-Verlag C. Siwinna, [1920]
- Johannes Bühns Himmelsleiter – Heilbronn: Weber, 1920
- Es war einmal ein Prinz – Leipzig: Stern-Bücher-Verl., [1920]; 1924
- Im Banne der Heimat – Dresden: M. Wolf's Verl., 1922
- Waldfrieden – Leipzig-Stö.: Stern Bücher Verl. (Koch & Co.), [1923]
- Das Mutterbuch – 1924[1]
- Unsterbliches Leben – Berlin: Phönix-Verlag C. Siwinna, 1924
- Der Irrgarten des Lebens – Reutlingen: Enßlin & Laiblin, 1924
- 30 Patience-Spiele – Reutlingen: Enßlin & Laiblin, [19]27
- Die schwarze Katze – Freiwaldau: A. Blažek, [1928]
- Die bösen Glocken von Würben – Freudenthal: W. Krommer, [1928]
- Entwurzelte Seelen – Leipzig: Munz & Co., [1929]; B. Budweis: Moldavia
- Schicksalsstunde – Olbersdorf: Richter, 1931
- Die Schuld einer Nacht – Leipzig: Munz, 1932
- Treffpunkt Kairo – Leipzig: G. Weise, [1933]
- Frauen im Kampf – Berlin: Frigga-Verl., 1934
- Frau Ingrids Ehe – B. Budweis: Moldavia
- Die Lindenmühle – Freudenthal: W. Krommer
- Er kam zu uns: Roman – Müglitz: Nordmährischer Heimatsverlag
- Ein Stern zieht seine Bahn – Prag: Ed. Kaiser